# The Turn of the Screw
The Turn of the Screw (deutsche Titel: Das Durchdrehen der Schraube, Die Drehung der Schraube, Der letzte Dreh der Schraube, Schraubendrehungen, Bis zum Äußersten, Das Geheimnis von Bly) ist eine Novelle von Henry James, die erstmals 1898 erschienen ist.

## Handlung
Der namenlose Erzähler der Geschichte gibt eine Geistererzählung wieder, die ein gewisser Douglas am Kamin eines englischen Landhauses vorliest. Es handelt sich dabei um die Aufzeichnung einer Gouvernante, die mit der Betreuung zweier Kinder, Miles und Flora, beauftragt ist, die als Waisen auf dem Landsitz Bly aufwachsen. Die Gouvernante, eine Pfarrerstochter ohne Vermögen und Heiratsaussichten, ist interessiert an dem Auftraggeber, dem Onkel und Vormund der Kinder, und widmet sich der Aufgabe mit großer Hingabe. Der Knabe Miles ist wegen eines nicht näher erläuterten Vergehens von einem Internat verwiesen worden. Mit der Zeit beobachtet die Erzählerin auf dem Landsitz wiederholt Geistererscheinungen, in denen sie schließlich ihre eigene Vorgängerin und einen früheren Diener zu erkennen glaubt, die beide unter nicht näher geklärten Umständen ums Leben kamen. Sie bringt in Erfahrung, dass die beiden sich offenbar nahe standen und die Kinder stark beeinflussten. Vor allem Miles orientierte sich an dem einzigen Mann im Haus, dem Hausdiener, der sich gegenüber Höhergestellten häufig Freiheiten herausnahm. Die Gouvernante ist überzeugt davon, dass die Kinder diese Erscheinungen ebenfalls sehen und in Kontakt mit den Geistern stehen, ihr aber nichts davon erzählen. Sie glaubt, dass die Geister immer noch einen schlechten Einfluss auf die Kinder haben. Um die Kinder vor der Bedrohung zu retten, steigert sie sich in eine zwanghafte Überwachung hinein, die schließlich in Miles' Tod und einem Nervenfieber bei Flora resultiert.

## Entstehungsgeschichte
The Turn of the Screw wurde erstmals von Januar bis April 1898 als Fortsetzungsgeschichte in der Wochenzeitschrift Collier’s mit Illustrationen von Eric Pape veröffentlicht. In Buchform erschien die Novelle erstmals im Oktober 1898 in The Two Magics. In der Phase, als er die Novelle schrieb, war Henry James wegen einer Handgelenkserkrankung selbst nicht zum Schreiben in der Lage. Mit der damals neuen Erfindung der Schreibmaschine konnte er nicht umgehen, so dass er auf einen Sekretär angewiesen war, dem er die Geschichte diktierte.

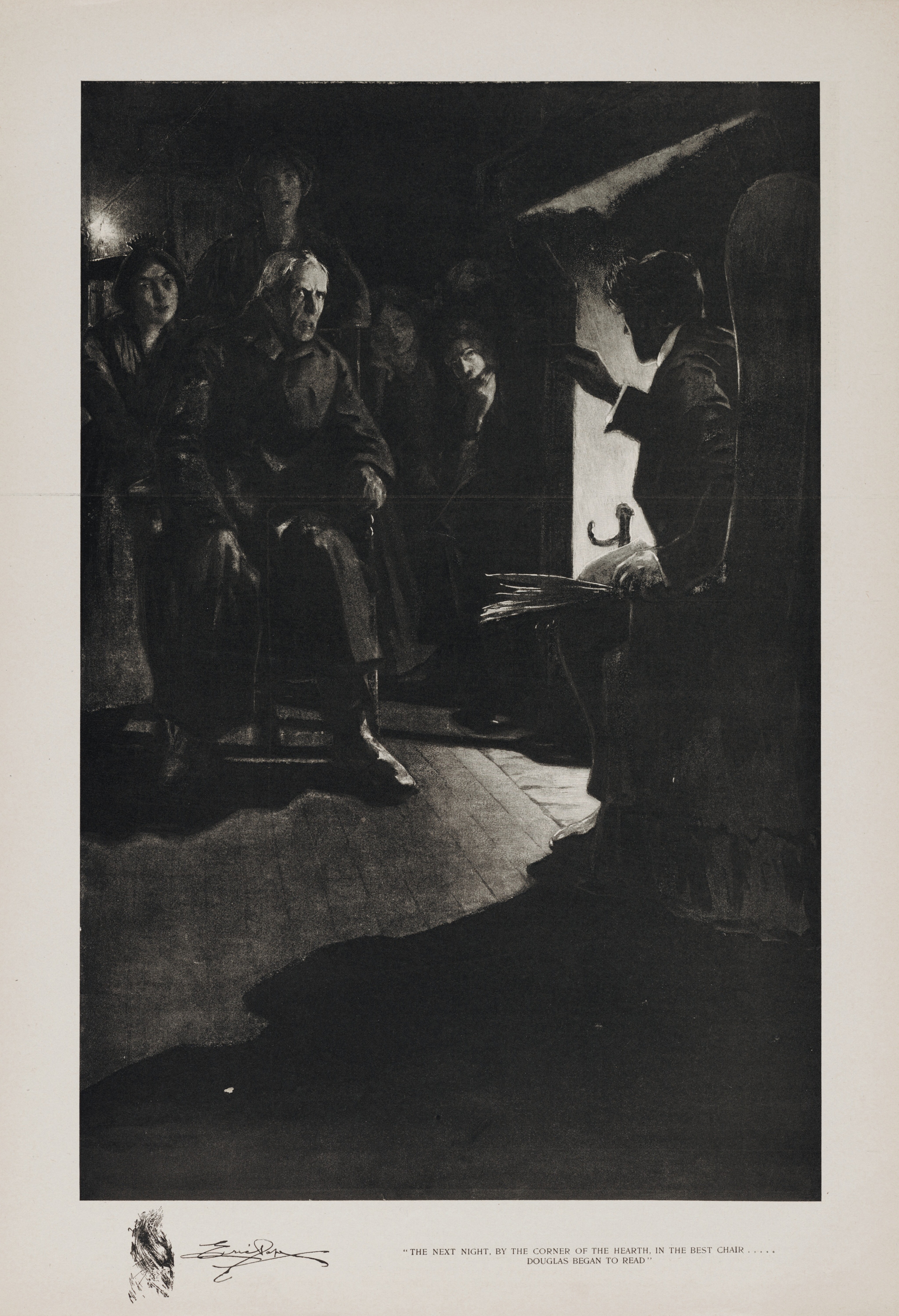
"The next night, by the corner of the hearth, in the best chair … Douglas began to read"
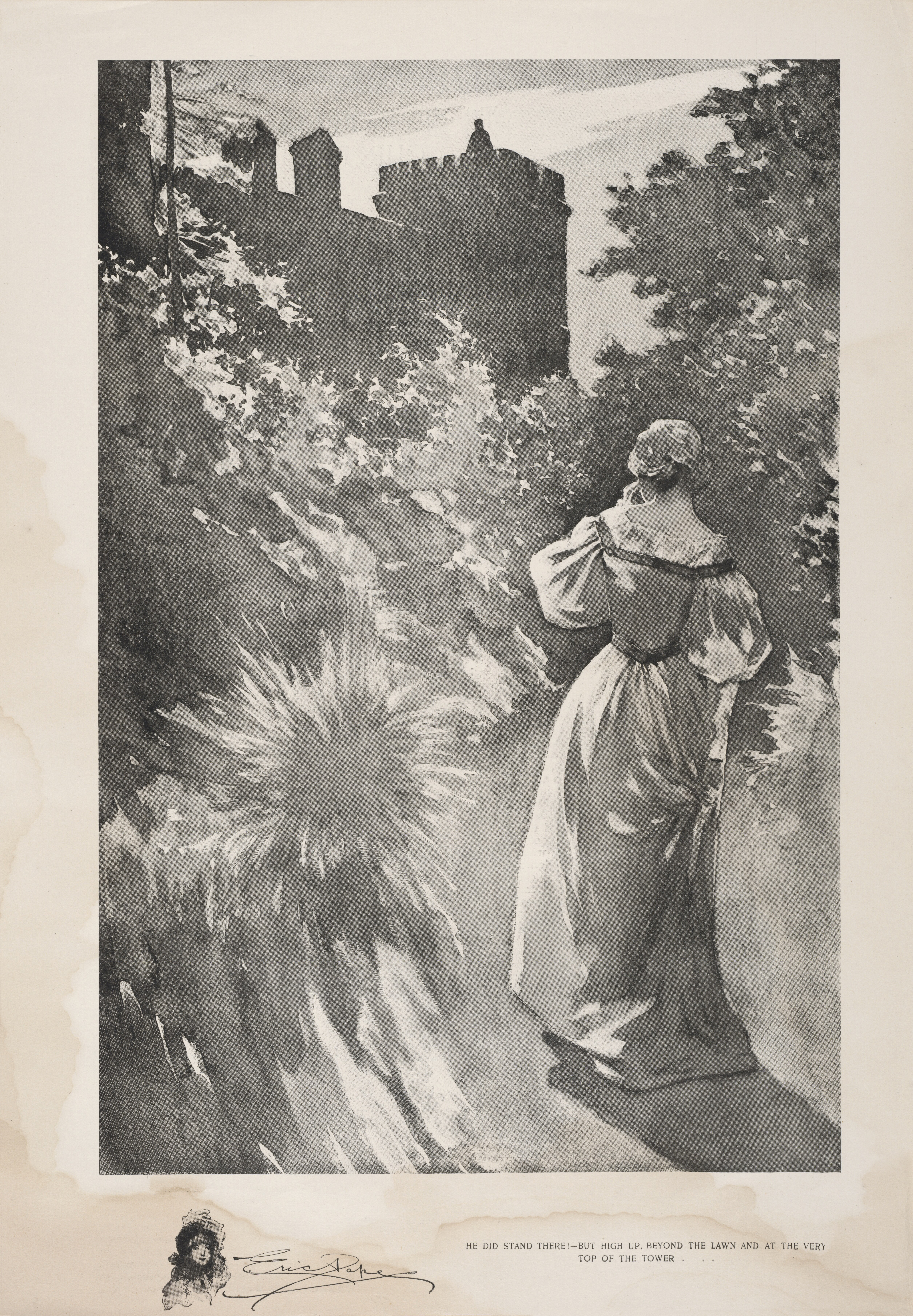
"He did stand there!—But high up, beyond the lawn and at the very top of the tower"
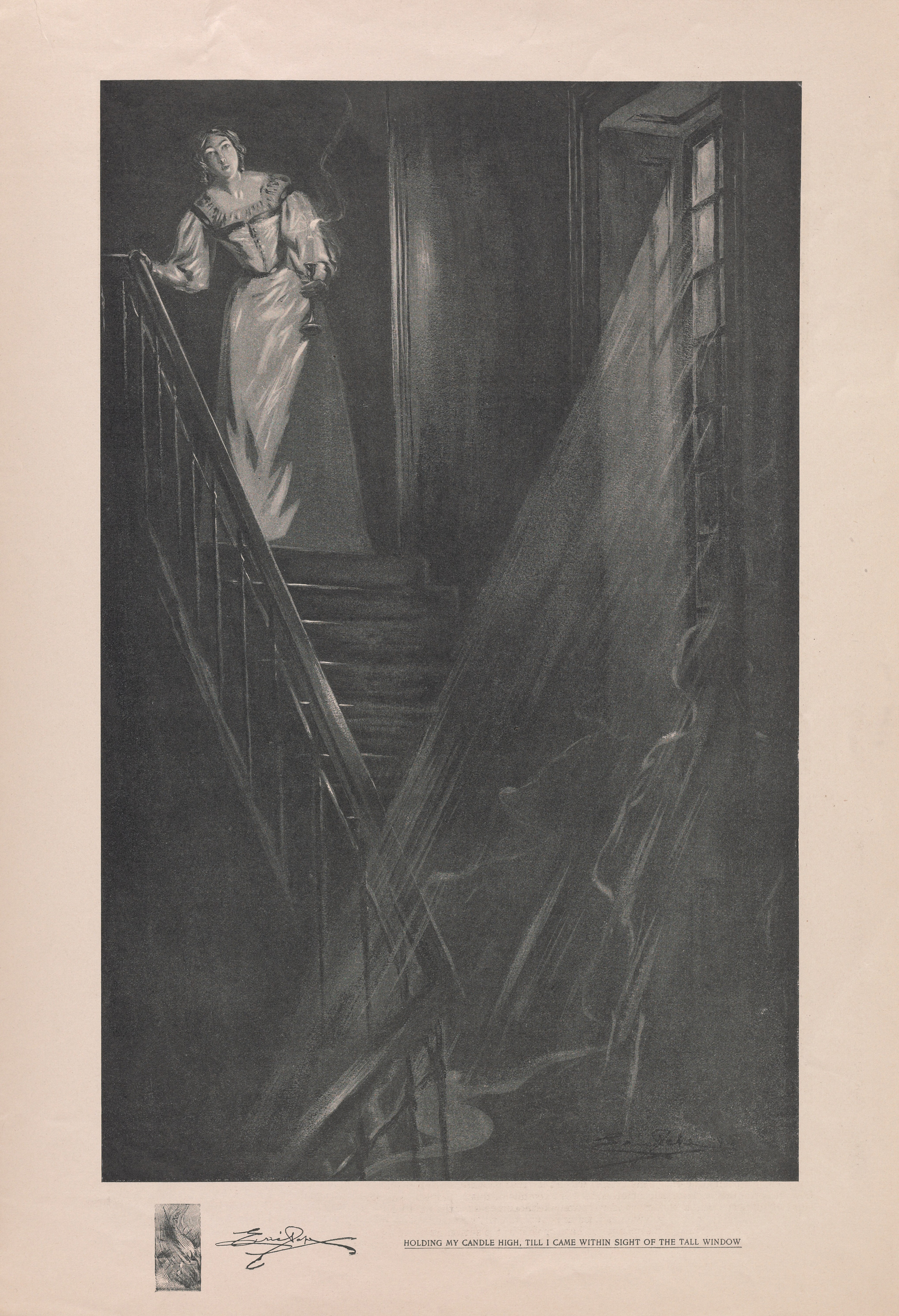
"Holding my candle high, till I came within sight of the tall window"
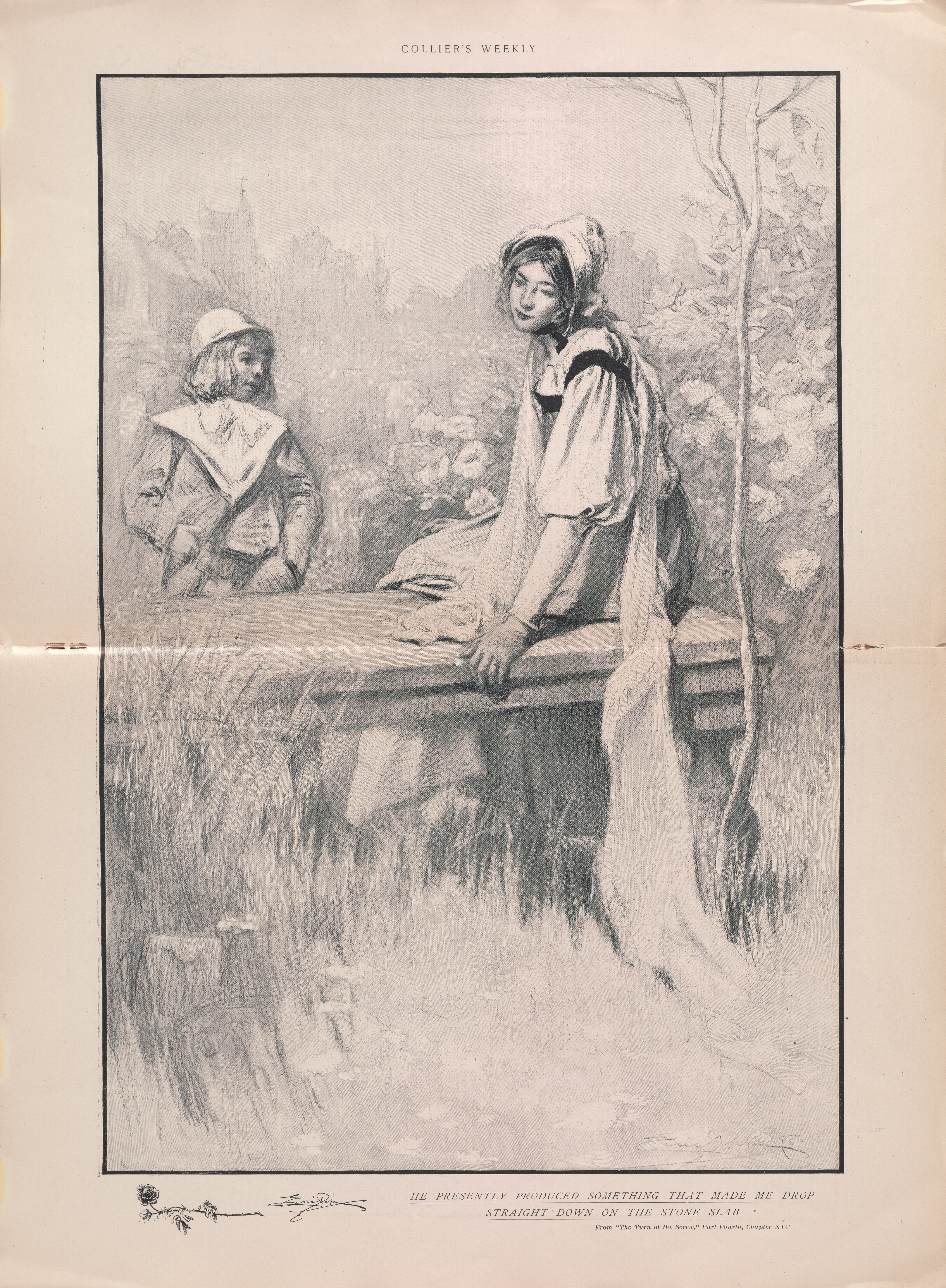
"He presently produced something that made me drop straight down on the stone slab"
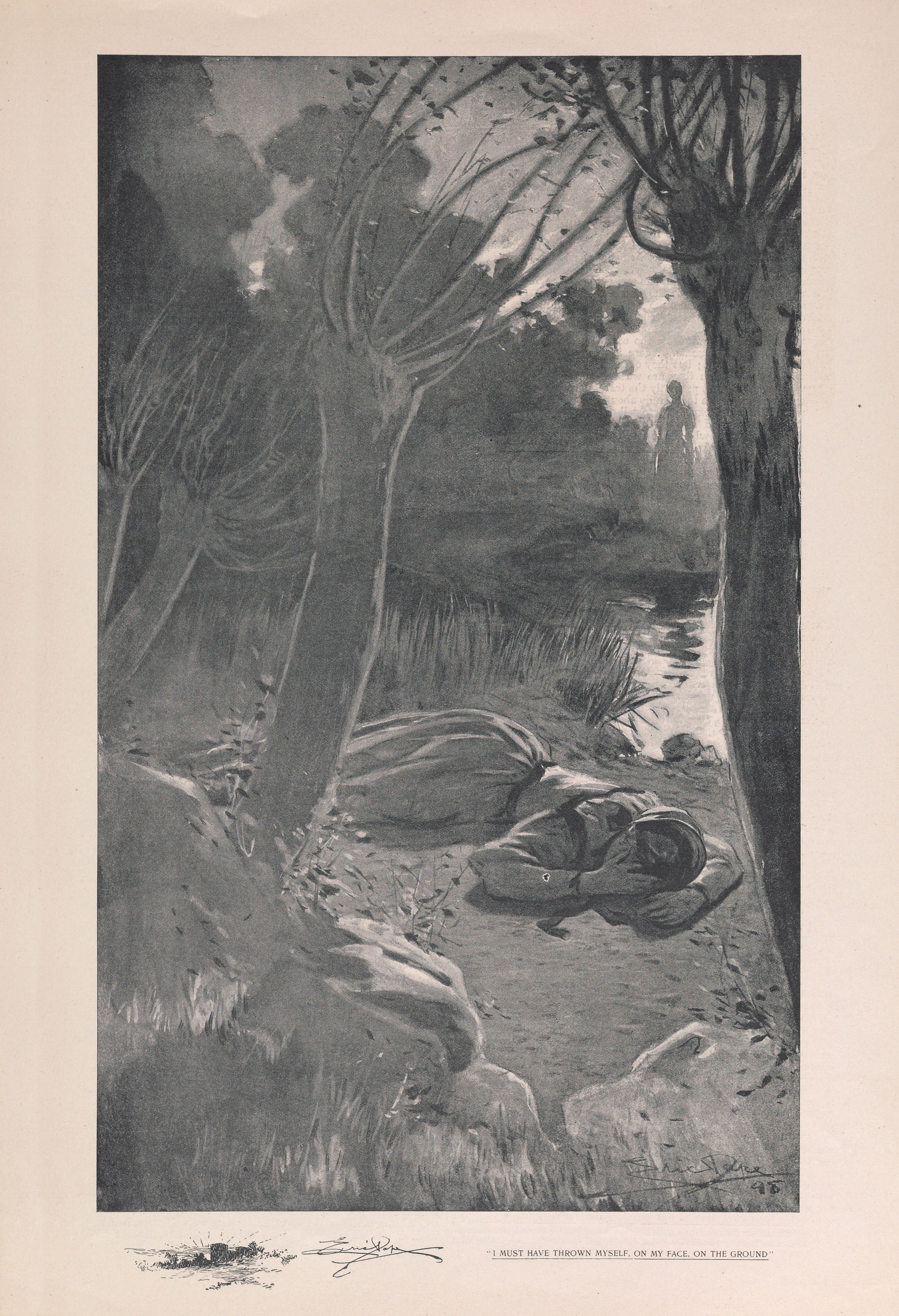
"I must have thrown myself, on my face, on the ground"

Während der Entstehungszeit gab es ein großes öffentliches Interesse an Geistererscheinungen, das sich in vielen journalistischen und wissenschaftlichen Arbeiten zu diesem Thema niederschlug. In Henry James' eigenem Bekanntenkreis befanden sich Personen, die Berichte von Betroffenen sammelten. Wie genau James selber zu diesem Thema stand, ist nicht bekannt; er brachte aber in jedem Fall ein großes Interesse dafür auf und soll selbst an Tagungen der Society for Psychical Research teilgenommen haben. Einige der Geisterbeschreibungen in The Turn of the Screw weisen starke Ähnlichkeiten zu Augenzeugenberichten seiner Zeit auf.

## Rezeption
The Turn of the Screw gilt als eines der am stärksten rezipierten Bücher von Henry James. Literaturwissenschaftler praktisch aller Schulen haben sich mit diesem Werk beschäftigt.
Eine Frage, die in den kritischen Kontroversen besonders häufig auftaucht, ist die nach der Realität der Geistererscheinungen. Durch die unzuverlässige Erzählsituation mit einem Erzähler, dem von einer weiteren Person eine Geschichte vorgelesen wird, die wiederum von der (potentiell psychisch kranken) Hauptperson in der Ich-Form verfasst ist, wird nicht klar, ob die Geistererscheinungen als real angesehen werden müssen oder ob sie von der Hauptperson halluziniert werden. Praktisch seit Erscheinen der Novelle gibt es Kontroversen zwischen Kritikern, die die eine oder andere Lesart eindeutig bevorzugen und ihre Richtigkeit am Text zu belegen versuchen. Erst relativ spät entwickelte sich eine dritte Strömung, die davon ausgeht, dass beide Lesarten gleichermaßen in der Geschichte angelegt sind.
Die Annahme, dass die Geister halluziniert werden, führte viele Kritiker dazu, in The Turn of the Screw eine psychologische Studie zu sehen. Ein besonders einflussreicher Aufsatz mit diesem Ansatz wurde 1934 von Edmund Wilson veröffentlicht und analysiert die Novelle aus freudianischer Sicht, wobei er auf bestimmte Motive sehr konkret eingeht. Zahllose spätere Interpreten folgten dieser Lesart.
Kritik an diesem Ansatz kam aus verschiedenen Richtungen. Zum einen wird etwa die Figur des Kindermädchens in der Rahmenhandlung durchweg positiv beschrieben, was sich aus Sicht mancher Interpreten nicht mit der Figur einer Geisteskranken, die eine Gefahr für die Kinder darstellt, vereinbaren lässt. Zum anderen kann unter Heranziehung einer autorzentrierten Lesart davon ausgegangen werden, dass Henry James mit freudscher Symbolik nicht vertraut war. Von James selber ist überliefert, dass er sich für die Gespenster viel stärker interessierte als für die Figur des Kindermädchens.
Erst in den 70er Jahren setzte sich mehr und mehr die These durch, dass beide Interpretationsmöglichkeiten gleichzeitig bewusst in der Novelle angelegt sind. Zu ihren ersten Vertretern gehörten Tzvetan Todorov und Shoshana Felman, die dekonstruktivistische Ansätze verfolgten. Diese Interpretation ist in der Literaturwissenschaft mittlerweile weitgehend akzeptiert.
Weitere Interpretationen ergaben sich Ende der 70er Jahre aus der Perspektive der marxistischen Literaturtheorie und der Gender Studies. So wurde The Turn of the Screw als Auseinandersetzung mit dem moralischen Verfall der Oberschicht gelesen, die durch die Kinder repräsentiert wird. Die Geister werden nach dieser Lesart zu den Unterdrückten der Vergangenheit, die ihre Chance sehen, in das Leben der Oberschicht einzudringen und die Oberhand zu gewinnen. Das Scheitern des Kindermädchens bei der Rettung wird dadurch zu einem Bild der Hoffnungslosigkeit ebendieser Rettung. Vertreter derartiger Interpretationen waren etwa Edwin Fussell und Heath Moon.
Aus Sicht der Gender Studies existieren unterschiedliche Bewertungen. Patricia N. Klingenberg etwa wirft James vor, die weibliche Perspektive aus seiner Novelle zu verbannen, indem die Erzählung des Kindermädchens durch zwei männliche Erzähler gebrochen wird. Andere Interpreten betonen hingegen die Tatsache, dass James' Roman ein Bild von Frauen entwirft, die den Männern als Romanautoren ebenbürtig sind, oder weisen sogar auf die Tatsache hin, dass das Geschlecht des Erzählers der Rahmenhandlung selbst unklar ist und ebenfalls die Sichtweise einer Frau darstellen könnte.

### Bedeutung des Titels
Der Titel wird gegen Ende des Buches im Text genannt, und zwar von der Ich-Erzählerin, als sie nach der Abreise Floras Überlegungen anstellt, wie sie nun Miles begegnen soll. Die Stelle lautet in der Übersetzung von Harry Kahn folgendermaßen: 
Hier bemerkte ich nunmehr von neuem – denn ich hatte das wieder und wieder bemerkt – dass mein Gleichgewicht vom Erfolg meines starren Willens abhing, des Willens, meine Augen so fest wie möglich gegen die Tatsache zu verschließen, dass das, womit ich fertig werden musste, in abstoßender Weise wider die Natur war. Ich konnte überhaupt nur weiterkommen, indem ich die „Natur“ in mein Vertrauen und in meine Rechnung zog, indem ich meine ungeheuerliche Prüfung als den Vorstoß nach einer Richtung behandelte, die zwar ungewöhnlich und unerfreulich war, die jedoch für eine reine Stirn im Grunde nur eine weitere Drehung der Schraube gewöhnlichen menschlichen Vermögens beanspruchte. Kein Unterfangen erforderte indes wohl mehr Takt als gerade dieses, die ganze Natur aus eigenem aufzubringen. Wie vermochte ich es, auch nur ein wenig von dem Ingrediens in die Unterdrückung jeglicher Bezugnahme auf das Vorgefallene hineinzulegen? Wie konnte ich anderseits darauf Bezug nehmen, ohne mich wiederum in das grässliche Dunkel zu stürzen? Nun, nach einer gewissen Zeit war mir etwas wie eine Antwort darauf geworden und sie wurde insofern bestätigt, als mir unbestreitbar das neubelebte Bild dessen, was an meinem kleinen Gefährten köstlich war, zuteil wurde.
Eine umfassende Interpretation des Titels The Turn of the Screw stammt von Shoshana Felman. Sie stellt eine direkte Verbindung zu einer Szene her, in der das Kindermädchen Flora dabei beobachtet, ein Holzschiff zu bauen, indem sie einen Mast in einen Rumpf hineinzudrehen versucht – wovon das Kindermädchen sie entschlossen abhält. Viele Kritiker haben in dieser Szene eine explizit phallische Konnotation gelesen. Felman stimmt dem zu und weitet diese Interpretation auch auf die Schraube selbst aus. Das Beherrschen des Mastes oder das Drehen der Schraube sind für sie aber nicht nur Phallussymbole, sondern stehen auch für das Beherrschen der Erzählung durch die unzuverlässige Ich-Erzählerin, die alle Bedeutungsebenen ebenso immer stärker zu kontrollieren versucht wie das Leben der Kinder. Das Durchdrehen der Schraube wird zum letzten Akt, der schließlich in die Katastrophe führt, die sich auf der Handlungsebene in Miles' Tod äußert – dem einzigen realen Ereignis, das zweifellos nicht halluziniert ist. Der Handgriff, mit dem das Kindermädchen Miles erstickt, wird so zum fatalen Durchdrehen der Schraube.

## Adaptionen

### Hörspiel
- 2005: Gruselkabinett Folge 5: Die Unschuldsengel

### Theater
- 1950: The Innocents von W. Archibald, New York
- 1997: The Turn of The Screw von Jeffrey Hatcher

### Oper
- 1954: The Turn of the Screw von Benjamin Britten

### Verfilmungen (Auswahl)
- 1959: The Turn of the Screw (Fernsehfilm) – Regie: John Frankenheimer, mit Ingrid Bergman
- 1961: Schloß des Schreckens (The Innocents) – Regie: Jack Clayton, mit Deborah Kerr
- 1971: Das Loch in der Tür (The Nightcomers) – Regie: Michael Winner, mit Stephanie Beacham
- 1999: Presence of Mind – Regie: Antoni Aloy, mit Sadie Frost
- 1999: The Turn of the Screw (BBC-Fernsehfilm) – Regie: Ben Bolt, mit Jodhi May und Colin Firth
- 2006: In a Dark Place – Regie: Donato Rotunno, mit Leelee Sobieski
- 2009: Schloss des Schreckens (The Turn of the Screw) (Fernsehfilm) – Regie: Tim Fywell, mit Michelle Dockery
- 2016: The Tutor (La tutora)  – Regie: Iván Noel
- 2020: Die Besessenen (The Turning) – Regie: Floria Sigismondi, mit Mackenzie Davis
- 2020: Spuk in Bly Manor (The Haunting of Bly Manor) (Netflix-Serie) – Regie: Mike Flanagan, mit Victoria Pedretti, Oliver Jackson-Cohen und Henry Thomas

### Ausgaben
- Henry James: Die sündigen Engel. Erzählung. Übertragen von Luise Laporte u. Peter Gan. Nachwort von Hans Hennecke. München: Biederstein, 1954; wieder unter: Bis zum Äussersten. The turn of the Screw. Übertragen von Luise Laporte und Peter Gan. Mit einem Nachwort von Hans-Joachim Lang. Frankfurt am Main; Hamburg: Fischer Bücherei, 1962 (exempla classica, 67).
- Henry James: Schraubendrehungen. Aus dem Amerikanischen übertragen von Alice Seiffert. Mit einem Nachwort von Rudolf Sühnel. Stuttgart: Reclam, 1970 (RUB 8366/8367).
- Henry James: Die Tortur. Aus dem Amerikanischen von Christian Grote. Frankfurt am Main: Suhrkamp, 1972 (BS 321).
- Henry James: Das Geheimnis von Bly. Novelle. Ins Deutsche übertragen von Ingrid Rein. Cadolzburg : Ars-Vivendi, 2000; div. Nachauflagen in anderen Verlagen.
- Henry James: Die Drehung der Schraube. Erzählung. Aus dem Englischen übersetzt von Harry Kahn. Nachwort von Henry Lüdeke. München: dtv, 1993 (dtv 24017).
- Henry James: Das Durchdrehen der Schraube. Eine Geistergeschichte.  Aus dem Amerikanischen neu übersetzt und mit einem Nachwort von Karl Ludwig Nicol. München: dtv, 2001. (ISBN 3-423-12898-4)
- Henry James: Die Teuflischen. Erzählung. Aus dem Englischen von Dieter Martus. München: Martus, 2004.
- Henry James: Der letzte Dreh der Schraube. Aus dem Amerikanischen neu übersetzt von Hannelore Eisenhofer. Hamburg: Nikol, 2012.

- Henry James: The Turn of the Screw. Boston, Mass.: Bedford Books of St. Martin’s Press, 1995 (ISBN 0-312-08083-2)
- Henry James: Schraubendrehungen. Roman. Gelesen von Bettina Gätje. 5 CDs, Daun: Radioropa, 2006 (ISBN 3-86667-222-5) (Hörbuch)

### Sekundärliteratur
- Peter G. Beidler: Ghosts, Demons, and Henry James: "The Turn of the Screw" at the turn of the century, University of Missouri Press: Columbia 1989. ISBN 0-8262-0684-0
- Peter G. Beidler: A Critical History of The Turn of the Screw. In: Case Studies in Contemporary Criticism. S. 127–151. London: Macmillan 1995. ISBN 978-1-349-13713-8
- Claire E. Bender, Todd K. Bender: A Concordance to Henry James’s The Turn of the Screw. Garland: New York 1988. ISBN 0-8240-4147-X
- Thomas M. Cranfill: An Anatomy of The turn of the screw. University of Texas Press: Austin 1965.
- Shoshana Felman: Writing and Madness. From Henry James Madness and the Risks of Practice (Turning the Screw of Interpretation). In: The Claims of Literature. A Shoshana Felman Reader. New York: Fordham Univ. Press 2007.
- Elizabet A. Sheppard: Henry James and the Turn of the Screw. Auckland University Press: Auckland (1974) ISBN 0-19-647810-3